# Путепровод Александровской Фермы
Путепрово́д Алекса́ндровской Фе́рмы — путепровод в Санкт-Петербурге через пути Октябрьской железной дороги по проспекту Александровской Фермы.
Путепровод обеспечивает пересечение автомобильным транспортом по проспекту Александровской Фермы железнодорожных путей парка Обухово станции Санкт-Петербург-Сортировочный-Московский в разных уровнях.

## История

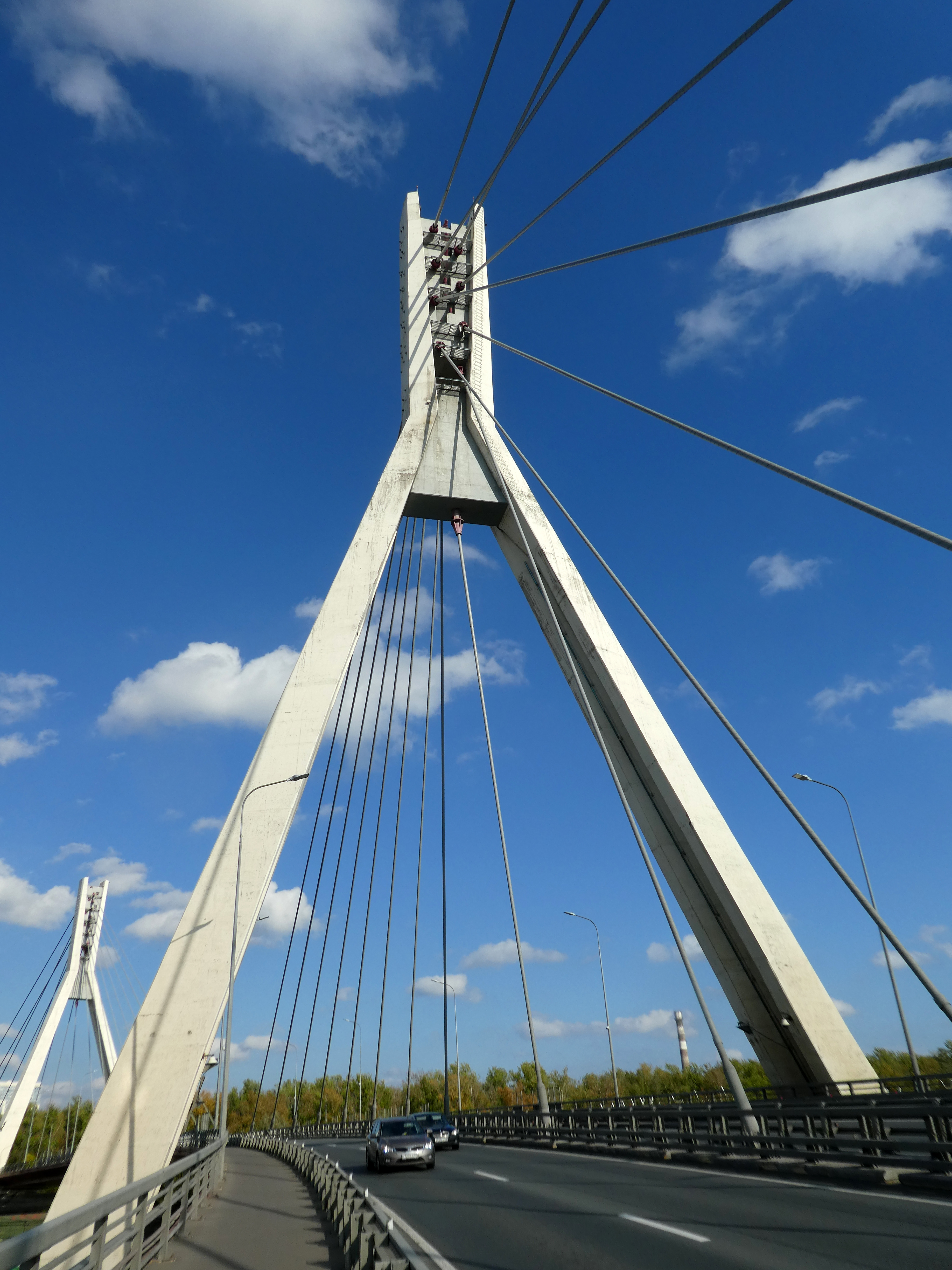

Первый путепровод в этом месте был открыт в 1895 году при прокладке дороги к Преображенскому кладбищу. Путепровод был балочным, однопролётным, длиной 60 м и шириной 6 м.
За всё время эксплуатации путепровод ни разу не ремонтировался, в связи с чем в конце 1990-х годов он был признан аварийным и закрыт для движения автотранспорта. Тогда же начались разработки проектов реконструкции путепровода, так как ширина старого путепровода позволяла осуществлять лишь двухполосное движение автотранспорта, что не соответствовало современным реалиям.
В 2000 году путепровод был разобран, но дальнейшие работы надолго застопорились. Активное строительство нового путепровода началось лишь в 2007 году.
2 августа 2008 года новый путепровод был торжественно открыт, а на следующий день было открыто движение по нему. Общая стоимость моста составила 2,7 млрд рублей, городской бюджет и ОАО «РЖД» взяли на себя равные доли в финансировании постройки моста. Новый путепровод был сделан вантовым, его полная длина — 731 м, ширина — 17 м, что позволяет осуществлять автомобильное движение в четыре полосы.
Проект выполнил ЗАО «Институт — Гипростроймост Санкт-Петербург».

Генеральный директор института Игорь Колюшев:

Согласно ГОСТ-ам, подобная конструкция рассчитана на 100 лет эксплуатации, с учётом планового ремонта и повторного натяжения вант. На мосту будет установлена электронная система контроля нагрузки, соответствующая всем европейским стандартам.